# Mesca Ulad
Mesca Ulad ['mʴeska 'ulað] („Die Trunkenheit der Krieger von Ulster“) ist der Titel einer Erzählung aus dem Ulster-Zyklus der Irischen Mythologie. Sie ist in zwei Teilen überliefert, der Schluss in Altirisch im Lebor na hUidre („Das Buch der Dunklen/Dunkelfarbigen Kuh“), der Anfang in Mittelirisch im Lebor Laignech („Das Buch von Leinster“). Das Leabhar Buidhe Lecain („Das Gelbe Buch von Lecan“) und ein schottisches Manuskript aus dem 16. Jahrhundert kombinieren die beiden Teile.

## Inhalt
König Conchobar mac Nessa überredet seine beiden Ziehsöhne Fintan und Cú Chulainn, ihm für ein Jahr die Alleinherrschaft über ganz Ulster zu überlassen. Die beiden hatten von ihm ein Jahr zuvor je ein Drittel der Provinz als Herrschaftsgebiet erhalten. Nach dem Ablauf dieser Zeit wollen beiden am gleichen Tage für Conchobar ein großes Fest ausrichten. Da er beiden verpflichtet ist, beschließt er, zuerst bei Fintan und in der zweiten Nachthälfte bei Cú Chulainn zu feiern. Als sie alle bezecht mit ihren Streitwagen von Fintans zu Cú Chulainns Burg fahren, verirren sie sich in der Dunkelheit der Mitternacht. Irrtümlich landen sie beim ihnen allen feindlich gesinnten König Cú Roí, der sie scheinheilig als Gäste willkommen heißt. Er lädt sie in ein eisernes Haus mit Holzverkleidung zum Mahle ein, das er nach ihrem Eintritt mit Ketten verschließen lässt. Dann wird das Haus angezündet – mit Cú Chulainns Hilfe können die Ulter jedoch die Ketten zerbrechen, das Haus verlassen und Cú Roís Burg Temair Luachra zerstören.

## Die Trunkenheit
Bei den Kelten galt der gesellschaftliche Umtrunk als wichtige soziale Komponente. Besonders bei den Iren war das Trinken von hauptsächlich Met oder Bier (das von einem Gefährten Partholons erfunden worden sein soll) bis zur Trunkenheit (mescae), sogar bis zur „Verwirrung des Bierhauses“ (cumascc cuirmthige) mit Streit und Kampf üblich und erstrebenswert.
„Die Nation ist gierig nach Wein, weiß auch viele weinähnliche Arten von Getränken zu bereiten. Einige des niedrigen Volks laufen in freiwilliger Raserei mit schwankendem Gang ständig betrunken umher.“